# Elisabeth Dicke
Elisabeth Dicke, geborene Elisabeth Amann (* 12. März 1884 in Lennep; † 11. August 1952 in Überlingen), war eine deutsche Krankengymnastin. Sie entwickelte gemeinsam mit Wolfgang Kohlrausch das Verfahren der Bindegewebsmassage.

## Leben
Dicke wurde 1884 in Lennep als Tochter eines Fabrikanten geboren und heiratete 1904 Hans Dicke. Sie absolvierte eine Ausbildung in Berlin als Krankengymnastin und führte danach eigene Praxis in Wuppertal-Barmen.
1929 litt Elisabeth Dicke an Durchblutungsstörungen des rechten Beines, sodass sie im Rollstuhl saß und sogar eine Amputation drohte. Zur Behandlung der durch die krankheitsbedingte Bettlägerigkeit entstandenen Rückenschmerzen massierte sie sich selbst am Becken, wodurch nicht nur die Rückenschmerzen gelindert, sondern auch die Durchblutung des Beines verbessert wurde. Durch die eigenständige Anwendung von Massagetechniken bei einer Nierenkolik, entwickelte sie eine Behandlungsmethode, bei der die Massage verschiedener Körperzonen Einfluss auf andere Organe nahm. Später entdeckte sie, dass entsprechende Beziehungen zwischen Hautzonen und inneren Organen bereits von Henry Head beschrieben worden waren. 1938 wurde sie von Hede Teirich-Leube, Leiterin der Krangengymnastikschule Freiburg im Breisgau, zur Zusammenarbeit eingeladen und die Methode im Folgejahr in Freiburg klinisch überprüft. Hieraus entstand das Buch Massage reflektorischer Zonen im Bindegewebe bei rheumatischen und inneren Erkrankungen und daraus der Name der Methode Bindegewebsmassage.

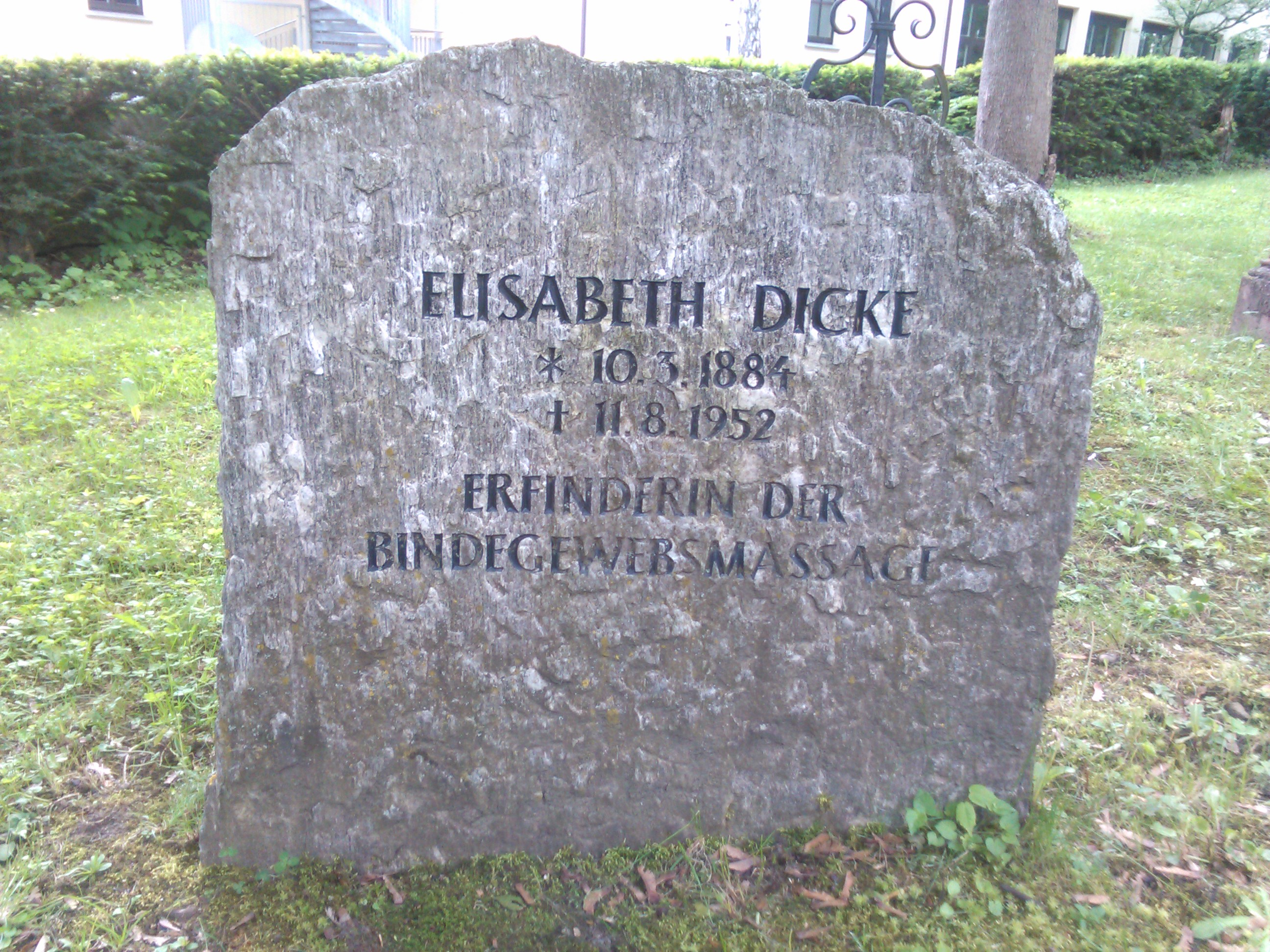
Grabstein in Überlingen

Elisabeth Dicke zog 1942 nach Überlingen am Bodensee und gab dort bis Sommer 1952 Ausbildungskurse in ihrer Methode. Sie starb am 11. August 1952. Das Erscheinen ihres zweiten Buches „Meine Bindegewebsmassage“ erlebte sie nicht mehr.

## Schriften
- mit Hede Teirich-Leube: Massage reflektorischer Zonen im Bindegewebe bei rheumatischen und inneren Erkrankungen. Eine neue Technik. Jena 1942.
- Meine Bindegewebsmassage. Hippokrates-Verlag Marquardt & Cie., Stuttgart 1953.